# Club Juventud Alcalá
El Club Juventud Alcalá es un equipo de baloncesto de Alcalá de Henares fundado en 1991. 

## Historia
El Club Juventud Alcalá fue el primer club de baloncesto de Alcalá de Henares. El origen del club se remonta a los años setenta bajo el nombre del Club Complutense, que después pasó a denominarse Club Deportivo Iplacea. Pero el club se dio a conocer en toda España a principios de los ochenta, cuando Cajamadrid desembarcó en el mundo del baloncesto y estableció su equipo en Alcalá de Henares.
El primer equipo senior del Cajamadrid, en la temporada 1982-83 ascendió a la máxima categoría del baloncesto nacional. En su estreno, que también fue el de la recién creada ACB, alcanzó su máxima clasificación histórica, un quinto puesto, tuteando a los grandes, como el Real Madrid y el Barcelona. 
Pronto llegaron los éxitos en los Campeonatos de España junior o juvenil. El club solo estuvo tres temporadas en la ACB, pero en categorías de formación tuteó a los grandes durante casi toda la década de los ochenta. Cajamadrid solo cubría baloncesto masculino, mientras que el Iplacea, que era la cantera local, tenía chicos y chicas."
En 1991, Cajamadrid abandonó el baloncesto y el club comenzó una nueva etapa bajo el nombre de Juventud Alcalá. 
En 1997, hubo un nuevo cambio de directiva y de nombre. El club se convirtió en Baloncesto Alcalá. 
En 2002 con la llegada de la inmobiliaria Hercesa como patrocinador principal entra en una nueva etapa que se prolongaría hasta febrero de 2013, año en el que Hercesa Inmobiliaria abandona el patrocinio deportivo del club. En este año se recupera la denominación de Club Juventud Alcalá.
En junio de 2023, casi 35 años después de que se perdiera el baloncesto profesional en la ciudad, el Club Juventud Alcalá se inscribe en LEB Plata, la segunda competición nacional de la Federación Española de Baloncesto y tercera de todo el país solo por debajo de la ACB y la LEB Oro.

## Temporadas
- 2023-2024 Club Juventud Alcalá - LEB Plata